# 斯圖萊皮夫卡
49°36′37″N 35°51′42″E / 49.61028°N 35.86167°E
斯圖萊皮夫卡（烏克蘭語：Стулепівка）是位於烏克蘭東部的村莊，由哈爾科夫州哈爾科夫區的新沃多拉哈市鎮負責管轄。該村面積0.26平方公里，海拔高度133米，2001年人口64，人口密度每平方公里246.2人。